# (123) Brunilda

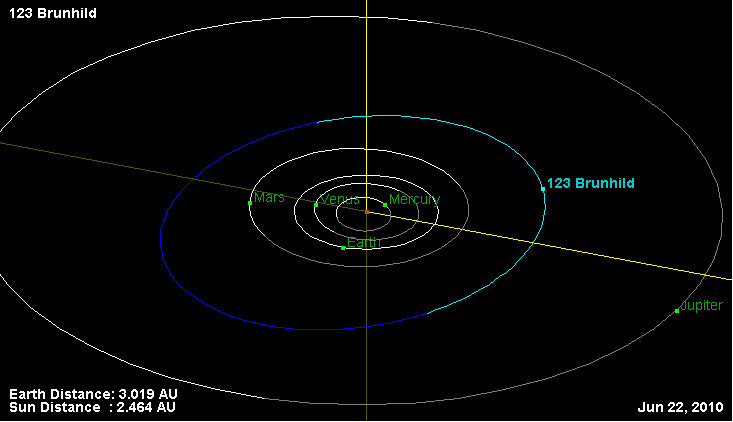
Órbita del asteroide 123, Jet Propulsion Laboratory. California Institute of Technology

(123) Brunilda es un asteroide perteneciente al cinturón de asteroides descubierto el 31 de julio de 1872 por Christian Heinrich Friedrich Peters desde el observatorio Litchfield de Clinton, Estados Unidos.
Está nombrado por Brunilda, un personaje de la mitología nórdica.

## Características orbitales
Brunildaorbita a una distancia media de 2,695 ua del Sol, pudiendo acercarse hasta 2,376 ua. Su excentricidad es 0,1184 y la inclinación orbital 6,42°. Emplea en completar una órbita alrededor del Sol 1616 días.